# Together Tour
Together Tour er den første store turné af de to norske tvillinger Marcus & Martinus.
Touren er deres første arenatour og kom i forlængelse med deres andet studiealbum Together, som debuterede som nummer 1 i Norge og Sverige, 6 i Finland og 11 i Danmark. Den første arenakoncert, der blev offentliggjort, var i Oslo Spektrum, og den koncert blev udsolgt på to timer. Koncerten i Globen Arena i Stockholm blev udsolgt på 14 minutter.

## Sætliste
1. "One More Second"
2. "Hei"
3. "Bae"
4. "Without You"
5. "I Don´t Wanna Fall In Love"
6. "Light It Up"
7. "Ekko"
8. "Heartbeat"
9. "Love Yourself" (cover af Justin Bieber)
10. "Plystre på Deg"
11. "Slalom"
12. "To Dråper Vann"
13. "Together"
14. "Go Where You Go"
15. "Ei som Deg"
16. "Girls"
17. "Elektrisk"

## Tourdatoer
| Dato              | By        | Land     | Arena                       | Tilskuere       | Event                              |
| ----------------- | --------- | -------- | --------------------------- | --------------- | ---------------------------------- |
| Europa            |           |          |                             |                 |                                    |
| 12. november 2016 | Oslo      | Norge    | Oslo Spektrum               | 17.000 / 17.000 |                                    |
| 12. november 2016 | Oslo      | Norge    | Oslo Spektrum               | 17.000 / 17.000 |                                    |
| 11. februar 2017  | Stockholm | Sverige  | Ericsson Globe Arena        | 26.992 / 26.992 |                                    |
| 11. februar 2017  | Stockholm | Sverige  | Ericsson Globe Arena        | 26.992 / 26.992 |                                    |
| 10. marts 2017    | Gøteborg  | Sverige  | Scaninavium                 | 14.000 / 14.000 |                                    |
| 12. marts 2017    | Malmø     | Sverige  | Malmö Arena                 | 14.000 / 15.000 |                                    |
| 18. marts 2017    | København | Danmark  | Royal Arena                 | 14.000 / 15.000 |                                    |
| 25. marts 2017    | Stavanger | Norge    | Sørmarka Arena              | 30.000 / 30.000 |                                    |
| 25. marts 2017    | Stavanger | Norge    | Sørmarka Arena              | 30.000 / 30.000 |                                    |
| 2. april 2017     | Amsterdam | Holland  | Melkweg                     | 750 / 750       |                                    |
| 5. juni 2017      | Berlin    | Tyskland | Privat Club                 | 200 / 200       |                                    |
| 2. juli 2017      | Oslo      | Norge    | Voldsløkka                  | 35.000 / 35.000 | En del af Oslo Sommertid 2017      |
| 17. august 2017   | Bodø      | Norge    | Familieparken               | 6.500 / 6.500   | En del af Parkfestivalen           |
| 19. august 2017   | Ålesund   | Norge    | Color Line Stadion          | 10,000 / 10,000 | En del af festivalen Minijugend    |
| 26. august 2017   | Bergen    | Norge    | Begenhus Festning - Koengen | 22.000 / 22.000 |                                    |
| 30. august 2017   | Warszawa  | Polen    | Towar                       | - / -           | En del af Young Star Festival 2017 |
| 1. september 2017 | Berlin    | Tyskland | Huxley´s Neue Welt          | - / 1.600       |                                    |
| 2. september 2017 | Herning   | Danmark  | Jyske Bank Boxen            | 13.000 / 13.000 |                                    |
| 7. september 2017 | Wien      | Østrig   | Gasometer                   | - / 4.200       |                                    |
| 18. november 2017 | Helsinki  | Finland  | Hartwall Arena              | 15.000 / 15.000 |                                    |